# 붉은배수레잎원숭이
붉은배수레잎원숭이, 믄타와이랑구르, 긴꼬리랑구르, 또는 믄타와이잎원숭이 (Presbytis potenziani)는 긴꼬리원숭이과에 속하는 영장류의 일종이다. 인도네시아의 믄타와이 제도가 원산지이다.
자연 서식지는 아열대 또는 열대 건조 기후의 숲이다. 서식지 감소에 의해 멸종될 위험에 처해 있다.